# Deklaracja praw dziecka

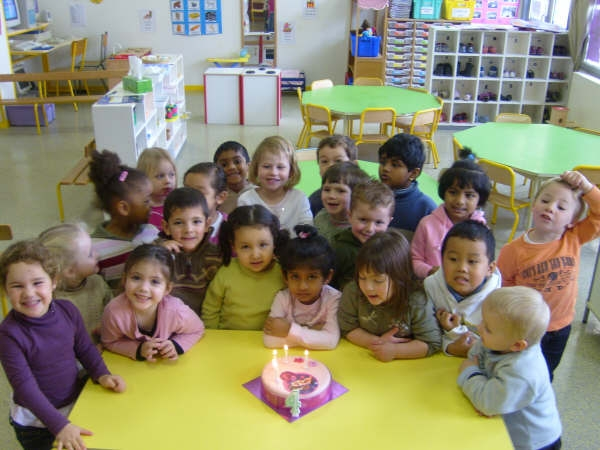
Deklaracja uznaje dzieci za podmioty praw człowieka.

Deklaracja praw dziecka — zbiór postulatów dotyczących zapewnienia dzieciom właściwych warunków życia i rozwoju, uchwalony 20 listopada 1959 roku na XIV sesji Zgromadzenia Ogólnego ONZ.
Deklaracja została przygotowana przez Radę Gospodarczą i Społeczną ONZ oraz uchwalona przez Zgromadzenie Ogólne w rocznicę ustanowionego rezolucją nr 836 (IX) ZO ONZ Powszechnego Dnia Dziecka. Nawiązywała w swych założeniach do uchwalonej 13 lutego 1923 roku przez Radę Generalną Międzynarodowego Związku Pomocy Dzieciom tzw. deklaracji genewskiej, następnie przyjętej 26 września 1924 przez Zgromadzenie Ligi Narodów oraz do ogólnych norm zawartych w Powszechnej Deklaracji Praw Człowieka. 
Głównym celem Deklaracji jest realizacja przekonania, iż „ludzkość powinna dać dziecku to, co ma najlepszego“ oraz zapewnić mu „szczęśliwe dzieciństwo i korzystanie, zarówno w jego interesie, jak i w interesie społeczeństwa, z [określonych w niej] praw i swobód“; uznaje ona dzieci za podmioty praw człowieka. 
Deklaracja składa się z liczącej sześć ustępów preambuły oraz 10 zasad regulujących prawa dziecka i dotyczących takich zagadnień jak: równość praw każdego dziecka (zasada 1), prawo do warunków zapewniających wszechstronny rozwój (zasada 2), prawo do nazwiska i obywatelstwa (zasada 3), prawo do opieki nad matką i dzieckiem (zasada 4), obowiązek specjalnej opieki nad dzieckiem upośledzonym (zasada 5), znaczenie miłości, zrozumienia i opieki rodzicielskiej (zasada 6), prawo do nauki, rozrywek i sportu (zasada 7), prawo do ochrony i pomocy (zasada 8), obowiązek ochrony przed zaniedbaniem, okrucieństwem i wyzyskiem (zasada 9) oraz prawo do ochrony przed dyskryminacją i wychowanie w duchu tolerancji (zasada 10). 
Pomimo proklamowania przez Zgromadzenie Ogólne ONZ, Deklaracja nie była dokumentem wiążącym dla państw członkowskich ze względu na brak mechanizmu kontroli. Jednym ze skutków uchwalenia Deklaracji był wzrost aktywności UNICEF-u, który od 1961 roku przeznacza środki finansowe na kształcenie dzieci i młodzieży.
W 30. rocznicę uchwalenia Deklaracji Praw Dziecka, 20 listopada 1989, ZO ONZ przyjęło pierwszy prawnie wiążący dokument regulujący kwestię praw dziecka — Konwencję o prawach dziecka.